# Ming de Han
Ming de Han (28 — 75) foi o segundo imperador da dinastia Han Oriental da China.